# Zone de protection du biotope de Væleren
La zone de protection du biotope de Væleren est une aire protégée norvégienne (10.6 hectares dont environ 1.6 hectare de terre) créée par résolution royale le 22 juin 2018, conformément à la loi du 19 juin 2009 sur la gestion de la biodiversité de la nature et sous l'égide du Ministère de l'écologie et du climat. La zone de protection est incluse dans la Zone de conservation des oiseaux de Tyrifjorden. La zone est située dans le lac Væleren dans le paysage vallonné d'Holleia, près de Tyristrand, commune de Ringerike.
La zone de protection du biotope est découpée en cinq parties et couvre les îles de Geitøya, Flatøya, Lomøya avec Nordre, Midtre et Søndre Lomøyskjæret, Smalskjæret et Gåseskjæret  et une zone de 50 m autour de chaque île.
La zone de protection a pour but de préserver un espace qui revêt une importance particulière comme lieu de reproduction pour sterne pierregarin, mouette rieuse, goéland cendré et  plongeon arctique. L'objectif est de maintenir ces lieux de vie pour les oiseaux dans le meilleur état de conservation possible. 